# Jan Jílek (psycholog)
Jan Jílek (* 2. dubna 1951 Brno) je český psycholog, který propojuje psychologii a koučování s alternativním technikami. Pohybuje se v hraniční oblasti psychologie a zaměřuje se na propagaci témat seberealizace, spirituality a práce s energií v organizmu.

## Biografie
Jan Jílek vystudoval obor Psychologie na Univerzitě Jana Evangelisty Purkyně v Brně (dnešní Masarykova univerzita). Absolvoval semináře a školení v USA, Velké Británii, Švýcarsku, Holandsku, Norsku a v dalších zemích. Pracoval v Psychodiagnostice Bratislava (1980–83), v Manželské a předmanželské poradně Brno (1984–85), na psychotronickém výzkumném pracovišti na Vysoké škole chemicko-technologické v Praze (1986–87), jako sportovní psycholog pro československou reprezentaci v letecké akrobacii (1986–87). Mimo to působil také jako psycholog ve zdravotnictví, školství, ochraně přírody a v postpenitenciární péči.
Roku 1990 založil vlastní jazykovou školu. Souběžně se věnoval praxi soukromého psychologického poradce a popularizoval psychologii a její hraniční oblasti v televizi a v rozhlase. Od roku 1996 Jan Jílek sbíral zkušenosti jako psychologický poradce pro mezinárodní klientelu podnikatelů, manažerů, právníků, diplomatů a umělců, jednotlivců, týmů i celých firem v Praze, v Evropě a v USA. Profesi psychologického poradce a kouče se věnuje i nadále.
Jan Jílek též píše. První publikaci vydal v roce 2007, poslední pak pochází z roku 2025. Ve čtyřdílné publikaci Léčitel: postřehy a tipy popisuje svou práci a nabízí čtenáři návody pro zlepšení kondice a zdraví. V publikaci Ezoterický rodokaps z roku 2025 pak navazuje na předchozí sérii a sdílí svoje zkušenosti s bioenergií.